# Sveti Krševan
Lo Sveti Krševan (it. San Crisogono) è un traghetto della flotta della compagnia di navigazione croata Jadrolinija. 

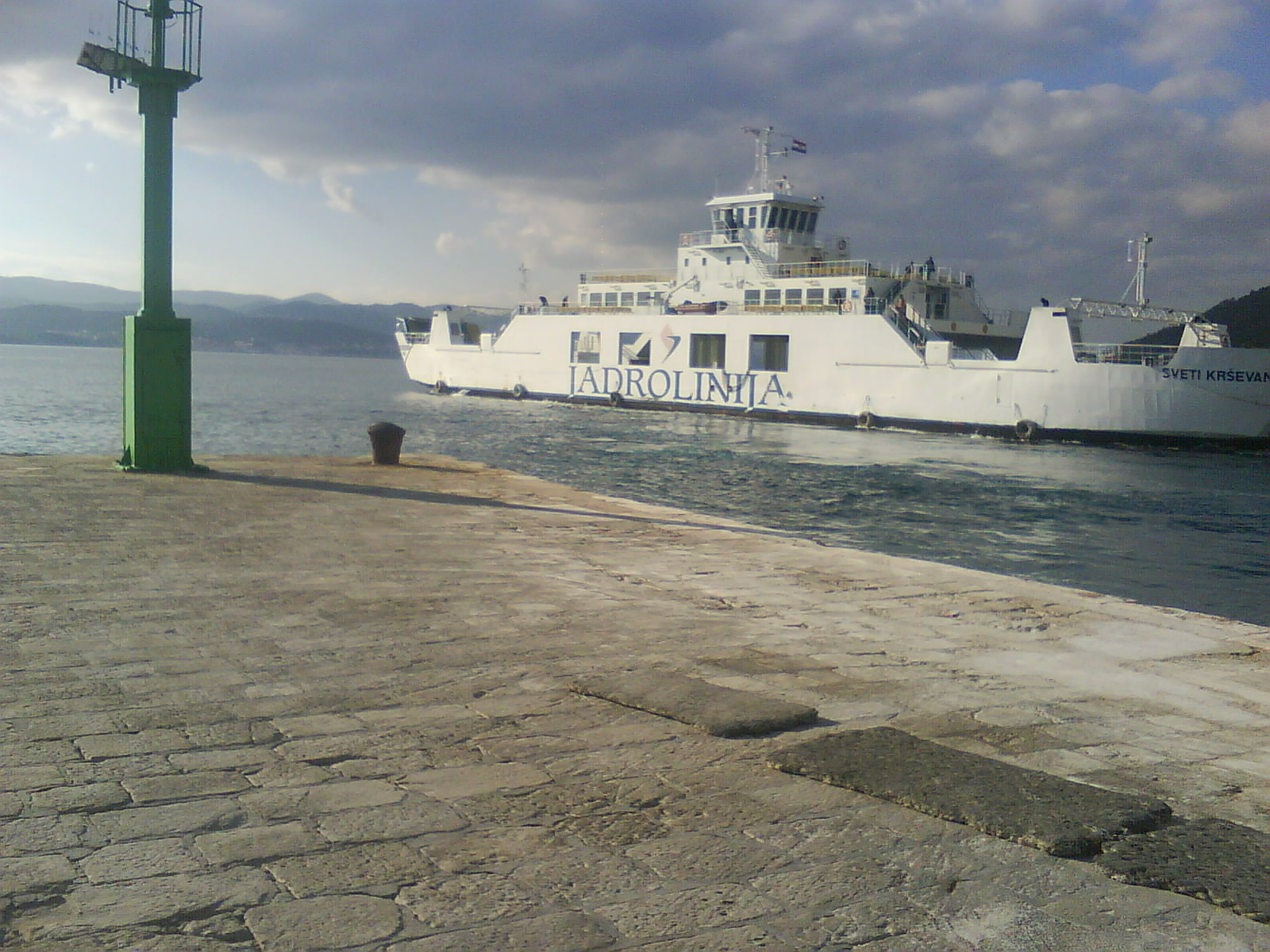

Costruito nel 2004 a Kraljevica per operare sulle linee intorno a Zara, dove ha navigato fino al 2007, dopo di che serve sulla rotta che collega Dominče sull'isola di Curzola a Sabbioncello.

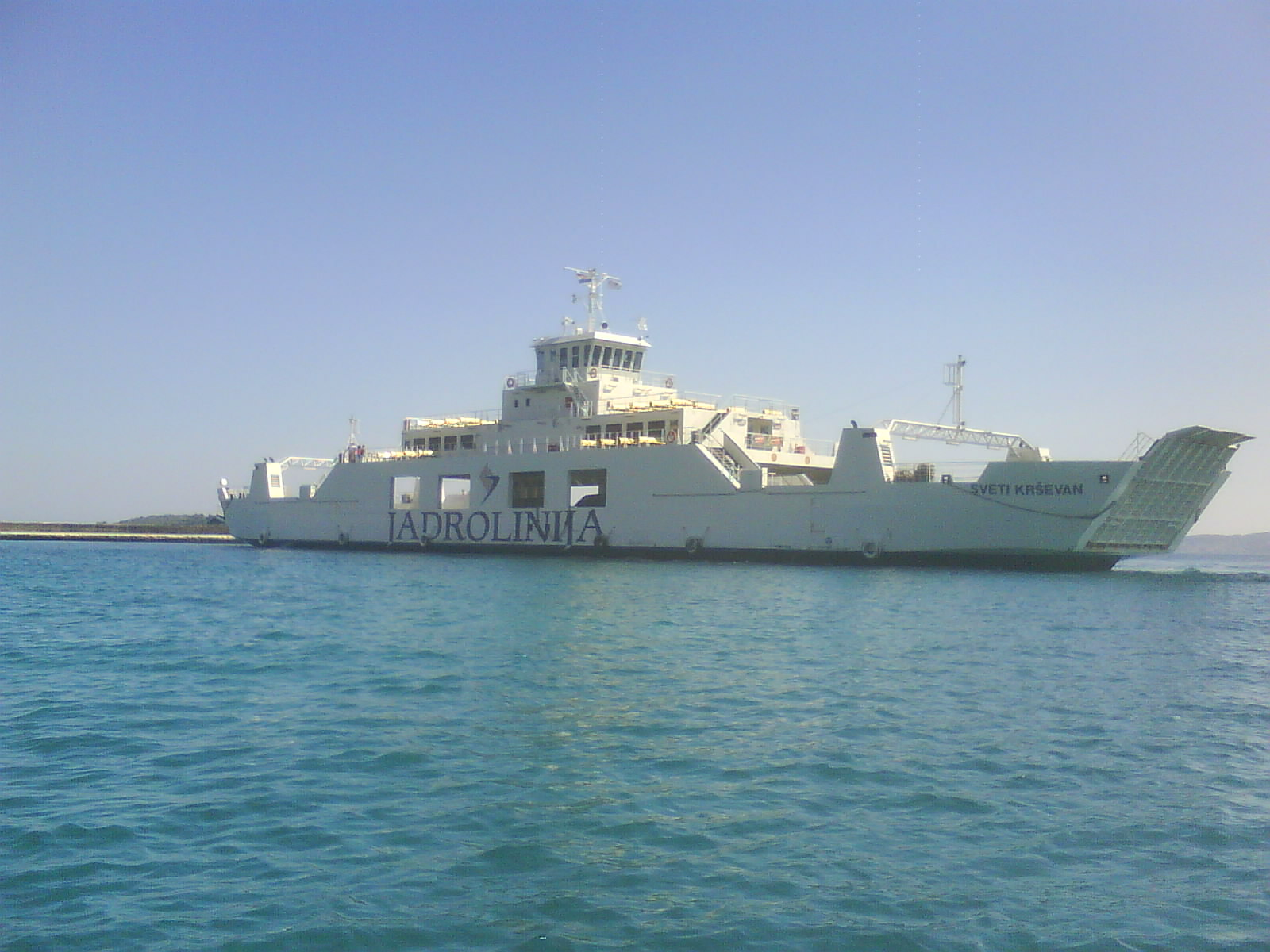

La nave ha una capacità di 100 posti auto e 600 passeggeri.